# پارگی آئورت
پارگی آئورت (انگلیسی: Aortic rupture) به پارگی سرخرگ آئورت که بزرگترین سرخرگ بدن است، گفته می‌شود. این پارگی نادر اما بسیار خطرناک است. شایع‌ترین دلیل آن، پارگی خودبه‌خود آنوریسم آئورت شکمی است. پارگی آئورت با دیسکسیون آئورت فرق دارد که طی آن، لایهٔ درونی دیوارهٔ این رگ پاره شده و ممکن است جلوی جریان خون به قلب و سایر احشاء شکمی را بگیرد.
پارگی آئورت بر حسب علت به‌وجودآورنده آن، به دو گروه اصلی زیر تقسیم می‌شود:
- پارگی تروماتیک آئورت (در اثر ضربه یا فشار)
- پارگی آئورت ثانویه به آنوریسم آئورت[۱]

## علائم و نشانه‌ها

### علائم
- درد بسیار شدید شکافنده در شکم، پهلوها، کشالهٔ ران یا پشت
- کاهش سطح هوشیاری

### نشانه‌ها
- فشار خون پایین به دلیل شوک هیپوولمیک
- تاکی‌کاردی
- آبی‌شدن رنگ پوست (سیانوز)
- تغییر در سطح هوشیاری
- خون‌مردگی پهلوها (نشان گری ترنر) که نشاندهندهٔ خونریزی پشت‌صفاقی است.
- مرگ

## دلایل
شایع‌ترین علت پارگی آئورت، پاره‌شدن آنوریسم آئورت است. دلایل دیگر شامل تروما و مشکلات درمان‌زاد است.

## مکانیسم
دیوارهٔ آئورت، ساختاری ارتجاعی دارد که نیازمند یکپارچگی و استحکام است. علت پارگی آسورت، از دست رفتن استحکام دیواره آن تا حدی است که فشار خون از قدرت دیواره‌ای بیشتر شود، یا آنکه دیواره بیرونی رگ در اثر ضربه یا فشار تومور آسیب ببیند. خونریزی ممکن است داخل صفاقی یا پشت صفاقی باشد.

## تشخیص
تشخیص معمولاً در بیمارانی داده می‌شود که ضربهٔ شکمی خورده و نزدیک به مرگ هستند. این تشخیص با سونوگرافی یا سی‌تی اسکن قابل تأیید است.

## پیشگیری
یک راه پیشگیری از پارگی آسورت، غربال‌گری بیماری‌های سیاهرگ آئورت است.

## درمان
درمان این پارگی از طریق جراحی عروق، جراحی باز آئورت، و جراحی ترمیم آنوریسم آئورت (فارغ از اینکه علت پارگی چه بوده) قابل انجام است.

## پیش‌آگهی
میزان مرگ‌ومیر ناشی از پارگی آئورت تا حدود ۹۰٪ است. ۶۵ تا ۷۵٪ بیماران تا قبل از رسیدن به بیمارستان و ۹۰٪ تا پیش از رسیدن به اتاق عمل می‌میرند.